# Ōtagaki Rengetsu
Ōtagaki Rengetsu est un nom japonais traditionnel ; le nom de famille (ou le nom d'école), Ōtagaki, précède donc le prénom (ou le nom d'artiste).
Ōtagaki Rengetsu (大田垣 蓮月) (10 février 1791 – 10 décembre 1875) est une nonne bouddhiste généralement considérée comme une des plus importantes poétesse japonaises du XIXe siècle. Elle est également une excellente potière, un peintre et une calligraphe experte.
Née dans une famille de samouraï du nom de Tōdō, elle est adoptée à un jeune âge par la famille Ōtagaki. Elle est demoiselle de compagnie au château de Kameoka de 7  à 16 ans, âge où elle se marie. Quand son mari meurt en 1823, elle rejoint le temple de Chion-in et se fait nonne, prenant le nom bouddhiste de Rengetsu (« Lotus-Lune »). Elle reste presque dix ans au temple, puis vit dans d'autres temples pendant trois décennies jusqu'en 1865, où elle s'installe au temple de Jinkō-in où elle terminera sa vie.
Bien que surtout connue pour sa poésie waka, Rengetsu est aussi danseuse, couturière, pratiquante des arts martiaux et officiante accomplie de la cérémonie de thé. Elle admire de grands poètes auprès de qui elle étudie, dont Ozawa Roan et Ueda Akinari, et plus tard devient proche amie et mentor de l'artiste Tomioka Tessai. Quelques œuvres de Tessai, bien que peintes par lui, comportent des calligraphies de Rengetsu.

## Sources
- Takeuchi, Melinda (1985). "Ōtagaki Rengetsu." Kodansha Encyclopedia of Japan. Tokyo: Kodansha Ltd.